# Реджианито
Реджианито (на испански: Reggianito) е твърдо сирене от краве мляко, което се прави в Аржентина. Започва да се произвежда в края на деветнадесети – началото на двадесети век, от италиански емигранти в Аржентина, които искат да произвеждат сирене от типа на родното Пармиджано Реджано (Parmigiano Reggiano).
Реджианито се произвежда под формата на пити със средно тегло от 6,8 кг, много по-малки от тези на Parmigiano-Reggiano. Сиренето зрее около 5 – 6 месеца: повече от всяко друго краве сирене, произвеждано в Южна Америка, но много по-малко от Пармиджано Реджано (което зрее 12 и повече месеца). Вкусът на Реджианито е малко по-солен от този на италианското сирене.
Най-често се използва настъргано (особено при тестени изделия) и за готвене.
В годините след Първата световна война, аржентинското сирене Реджианито е признато от италианските производители като сериозен конкурент при износа на италианското Пармиджано Реджано. Това е една от причините довели до създаването на консорциум за закрила на Пармиджано Реджано през 1934 г. В САЩ Реджианито често се продава и под името Пармезан.